# Shōki Hirai
Shōki Hirai (japanisch 平井 将生 Hirai Shōki; * 4. Dezember 1987 in der Präfektur Tokushima) ist ein ehemaliger japanischer Fußballspieler.

## Karriere
Hirai erlernte das Fußballspielen in der Jugendmannschaft von Gamba Osaka. Seinen ersten Vertrag unterschrieb er 2006 bei Gamba Osaka. Der Verein spielte in der höchsten Liga des Landes, der J1 League. 2008 gewann er mit dem Verein den AFC Champions League. 2010 wurde er mit dem Verein Vizemeister der J1 League. Für den Verein absolvierte er 60 Erstligaspiele. 2012 wurde er an den Ligakonkurrenten Albirex Niigata ausgeliehen. Für den Verein absolvierte er 21 Erstligaspiele. 2013 kehrte er zum Zweitligisten Gamba Osaka zurück. 2013 wurde er mit dem Verein Meister der J2 League. Für den Verein absolvierte er 17 Ligaspiele. 2014 wechselte er zum Ligakonkurrenten Avispa Fukuoka. Am Ende der Saison 2015 stieg der Verein in die J1 League auf. Für den Verein absolvierte er 88 Ligaspiele. 2017 wechselte er zum Drittligisten Giravanz Kitakyushu. Für den Verein absolvierte er 27 Ligaspiele. Die zweite Jahreshälfte 2018 wurde er an den Viertligisten FC Maruyasu Okazaki ausgeliehen. Nach Ende der Ausleihe wurde er von Okazaki fest verpflichtet. Bei Okazaki stand er bis 2021 unter Vertrag.
Am 1. Februar 2022 beendete Hirai seine Karriere als Fußballspieler.

## Erfolge
Gamba Osaka
- AFC Champions League: 2008

- J1 League: 2010 (Vizemeister)

- J.League Cup: 2007

- Kaiserpokal: 2008, 2009